# 餘慶寺
餘慶寺（よけいじ）是位於岡山縣瀬戸内市邑久町北島的一間寺廟，宗派是天台宗。山號則為上寺山（うえてらさん）。供奉的主神為千手觀世音菩薩，但佛像平日不公開供參拜，而是每33年才舉行1次公開參拜儀式（最近1次公開是在平成24年（2012年）11月間）。在中國三十三觀音靈場中排行第2、山陽花寺二十四寺中排行第16、百八觀音靈場中排行第3。當地居民常將此寺以其山號「上寺山」加以稱呼。

## 沿革
餘慶寺據說是於天平勝寶元年（749年）由報恩大師所開創，一開始稱為日待山日輪寺，後成為報恩大師開創的備前48寺之1而香火鼎盛。報恩大師（?-795年）是備前國津富郡波河（現岡山市芳賀）出身、帶有傳說色彩的僧人，據說岡山縣境內有許多古寺都是由他開基而傳承下來。
此寺曾有一段時間香火不旺，是到了平安時代時，由圓仁（慈覚大師）將之再興，並改名為本覺寺，之後成為近衛天皇的祈願地，且再改名為現今的名稱即上寺山餘慶寺。
室町時代武將浦上則宗曾是此寺的虔誠信徒，至戰國時代該寺則受到宇喜多氏的保護，並在江戸時代由岡山藩主池田氏庇護而得以繁盛。
該寺原有7院13坊的塔頭，至今日仍存惠亮院、本乘院、吉祥院、定光院、明王院及圓乘院等6個僧院，並與豊原北島神社相鄰而保留了自平安時代開始即發展出來的神佛習合形態。
目前於年終年初之際會在寺區內舉行夜間點燈觀賞活動。

## 文化財項目

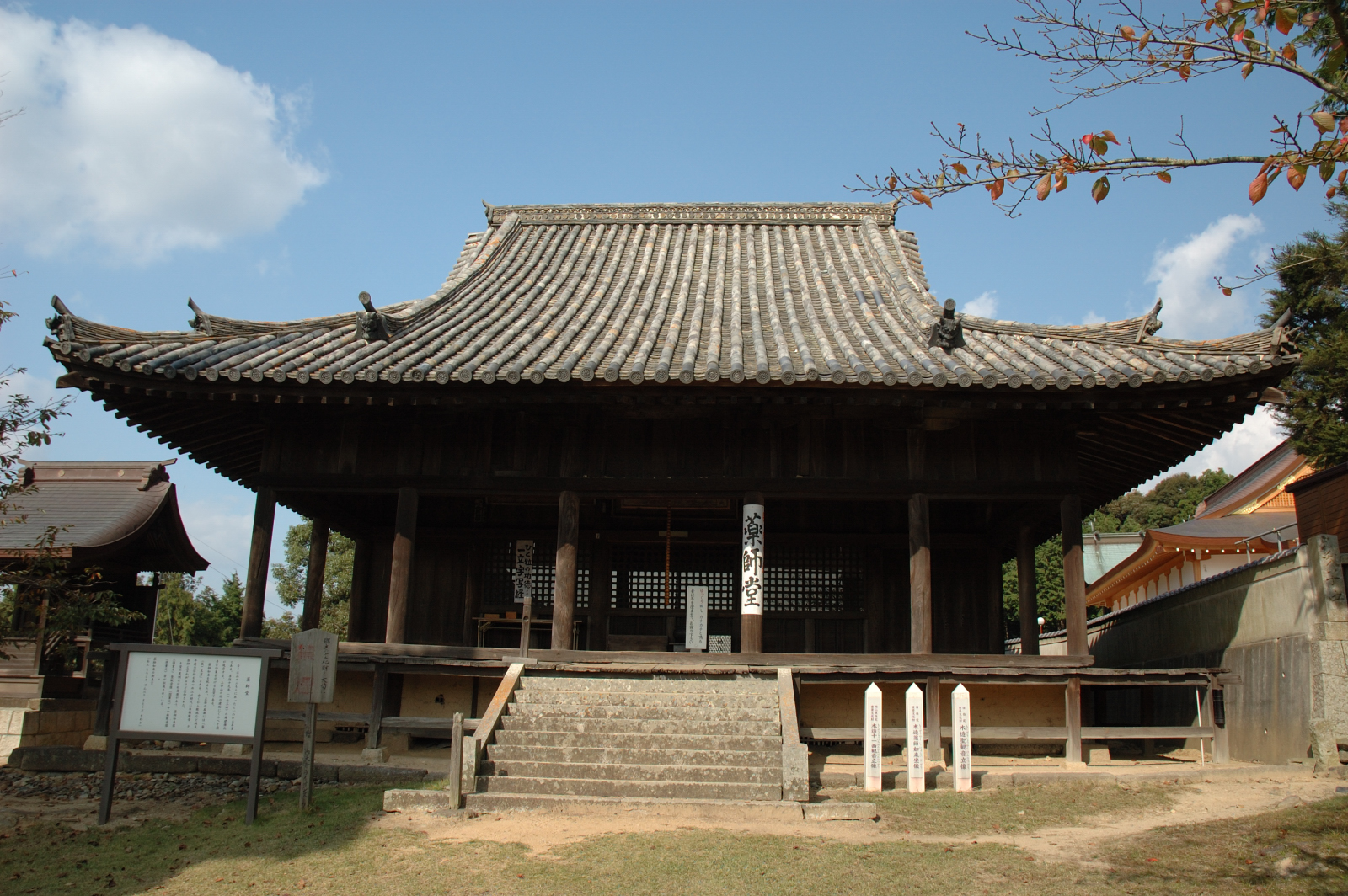
本堂

### 國家指定為重要文化財部分
- 本堂 - 入母屋造、本瓦葺き。永禄13年（1570年）建立。正徳4年（1714年）再建[1]。
- 木造藥師如來坐像（藥師堂）

此佛像為平安時代建立，為一高達182cm的大型坐像，頭部及身體的主要部分是以一塊木材一體成型的彫刻出來。佛像具有整體豐腴、頭部比例較大、額頭狹窄、膝蓋厚實等特徵，可看出是平安時代初期的彫刻風格，故推定是於西元10世紀前半所創作。在日本中國地方的佛像當中是首屈一指的優秀作品。
- 木造聖觀世音菩薩立像（藥師堂）-平安時代（10世紀前半）建立

### 岡山縣指定為重要文化財部分
- 三重塔-文化12年（1815年）建立。
- 梵鐘-元龜2年（1571年）左右鑄造。
- 木造十一面観世音菩薩立像（藥師堂）-平安時代後期完成（12世紀）。

### 瀬戸内市指定為重要文化財部分
- 鐘樓-嘉永3年（1850年）建立。
- 毘沙門天立像-於惠亮院所在地。平安時代後期（12世紀）建立。

## 札所排名
中國三十三觀音靈場
1 西大寺 -- 2 餘慶寺 -- 3 正樂寺
山陽花寺二十四寺
15 遍明院 -- 16 餘慶寺 -- 17 圓通寺

## 如何前往
- JR赤穂線大富駅下車　徒歩20分
- 東備バス「上寺入口」下車　徒歩15分
- 岡山ブルーライン西大寺IC交流道下往東約5分
- 岡山ブルーライン瀬戸内IC交流道下往西約5分
- 岡山県道224号瀬西大寺線
- 岡山県道69号西大寺備前線

## 備註
1. ↑  .   [2017-11-27]. （原始内容存档于2016-11-09）. （页面存档备份，存于）

## 外部連結
- フェイスブック（餘慶寺）
- 天台宗上寺山餘慶寺